# Fesselhelikopter
Ein Fesselhelikopter ist ein Hubschrauber, welcher nicht frei fliegt, sondern während seines Einsatzes über ein Halteseil mit dem Boden verbunden ist. Fesselhelikopter können für den gleichen Zweck wie Fesselballone verwendet werden. Der Vorteil gegenüber Fesselballonen ist, dass sie kein Füllgas benötigen und dass sie gesteuert werden können sowie weniger windanfällig sind.
Als Nachteile sind ihr Energieverbrauch und ihre Lärmentwicklung anzusehen. Fesselhelikopter können durch einen Elektromotor betrieben werden, wobei die Stromzuführung über ein Kabel im Innern des Halteseils erfolgt.

## Geschichte
Ende der 1930er Jahre machte die Firma Telefunken ein Sendeexperiment mit einer Antenne, welche von einem Fesselhelikopter in eine Höhe von 1000 Metern getragen werden sollte, wobei der Fesselhelikopter mit einem Drehstrommotor angetrieben wurde. Allerdings sprachen infolge elektrostatischer Aufladungen einige Sicherungen an, als der Fesselhubschrauber eine Höhe von 750 Metern erreichte, so dass dieser unsanft landete.

## Spielautomat
in Spielhallen der 1970er-Jahre gab es neben überwiegend Flipper-Automaten und dem ersten Videospiel Pong mitunter auch ein Geschicklichkeitsspiel mit einem etwa 10 cm kleinen Helikopter, der fest montiert an einem starren Arm nur in einer Drehrichtung um einen Mast fliegen konnte. Der Spielautomat wurde durch Geldeinwurf für etwa 3 Minuten aktiviert. Der Helikopterrotor drehte sich vorerst nicht oder nur langsam, durch Knopfdruck konnte die Rotordrehzahl beschleunigt werden, wodurch sich der Heli dank Gegengewicht am Arm hob und in Richtung einer Kreisbahn beschleunigte. Ziel war es, mit einem „Fühler“ des Heli am Gegenkontakt eines Turms anzustreifen. Das ganze Spiel war in einem Kubus von etwa 80 cm Seitenlänge untergebracht, der auf 3 Seiten verglast war und auf einem etwa 70 cm hohen Tisch aufbaute.